# Ondrej Caban

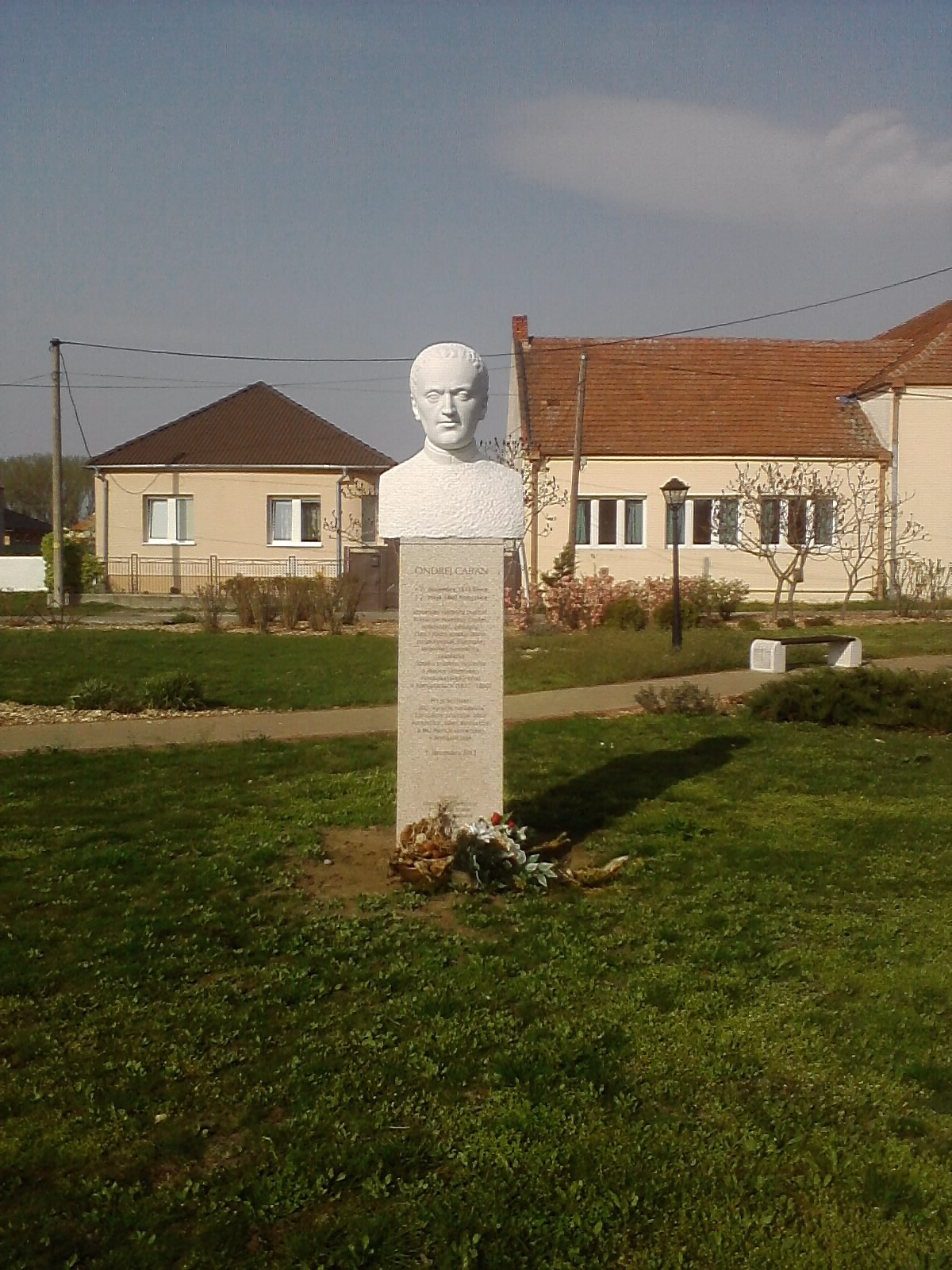
Busto di Ondrej Caban sulla piazza di Komjatice, opera di Roman Hrčka

Ondrej Caban anche Andrej e Ambroz (Selce, 7 dicembre 1813 – Komjatice, 2 maggio 1860) è stato un patriota, presbitero e scrittore slovacco, autore di articoli, omelie, saggi, scritti in prosa, traduzioni e libri di testo.

## Biografia
Era figlio di Mária Mesíková e Martin Caban, che aveva studiato teologia e conosceva il latino. Nacque in un villaggio della Slovacchia centrale e al battesimo ricevette i nomi di Andreas Ambrosius.
Frequentò le scuole popolari e il ginnasio a Banská Bystrica, a Levice e a Esztergom, quindi studiò teologia, giurisprudenza e filosofia a Trnava, dal 1828 al 1834. Già durante gli studi si dedicava all'attività letteraria e scriveva poesie. Conosceva otto lingue diverse: latino, ungherese, tedesco, slovacco, russo, sloveno, francese e polacco.
Nel 1837 fu ordinato presbitero nella Cattedrale di Esztergom. Giunse a Komjatice come cappellano, il 2 maggio 1844, per sostituirvi Karol Kelzborn, che era diventato canonico di Trnava. Ondrej Caban trovò il paese in degrado, sommerso dall'alcolismo e dall'analfabetismo. Ondrej Caban già all'epoca aveva fama di "elemento antistatale e panslavista" e ottenne la parrocchia solo perché non interessava ad altri sacerdoti, che avevano rifiutato la nomina. Ondrej Cabanvi portò l'istruzione, insegnò a piantare gli alberi, a coltivare il terreno, ad allevare le api. Viera Vrabcová ricorda che Ondrej Caban ereditò una parrocchia in una situazione di sfacelo, le cui chiese erano desolate. Caban spese denari per la riparazione delle chiese, di cui si occupava da solo. Riparò la chiesa dei Santi Pietro e Paolo, la chiesa di Sant'Elisabetta e la cappella dell'ospedale. Fece costruire una scuola in paese, fornì i bambini di libri di testo e di materiale scolastico. La scuola aveva anche un giardino.
Nel 1848 fu emesso contro di lui un mandato d'arresto per il sostegno all'emancipazione nazionale degli slovacchi e fu minacciato di essere giustiziato. Riuscì a scappare, nascosto in una cassa su un prato. Fuggì in Austria, dove ricoprì la carica di cappellano militare. Dopo la rivoluzione, tornato a Komjatice, trovò la canonica distrutta. Nell'ultima fase della sua vita soffrì di malattie polmonari, nel 1860 si dimise dall'incarico di parroco. Nel suo testamento, lasciò in eredità denaro, mobili e tutti i suoi beni per il completamento delle chiese nella sua città natale di Selce, per borse di studio per studenti poveri e per le messe di suffragio.
Prima di morire, scrisse: «Già si è manifestata per me la volontà divina, alla quale nessun uomo può resistere. Una voce mi ha chiamato, improvvisamente. Dovevo emettere lo Spirito - lasciare il mondo... Che nessuno abbia paura di quella morte. Questo è il destino comune dell'uomo... Rimanete con Dio, voi tutti parrocchiani, e non cessate di raccomandarmi a Dio. Eccomi, sono in spirito il Vostro pastore fedele»
Caban morì di malattia polmonare il 2 maggio 1860 all'età di 46 anni.

## Contributo sociale
Il sacerdote Marián Dragúň ricorda che Caban si rese conto che la miseria materiale è preceduta da quella spirituale. Secondo Caban, non bastava che le persone fossero istruite per svolgere in modo giusto la loro missione. Come parte del suo lavoro a Komjatice, cercò l'elevazione morale e materiale dell'uomo. Combatté l'usura, l'alcolismo, la pigrizia, il degrado morale, l'orgoglio e l'arroganza. Caban fu parte attiva delle associazioni per la sobrietà e prese parte all'incontro di fondazione delle associazioni per la sobrietà a Veselé.
A Komjatice, divenne "il protettore dei bisognosi e dei poveri", scrisse lui stesso le domande alle autorità, pagò le tasse amministrative, i bolli e le rappresentò in tribunale. Caban ha concentrato i suoi sforzi per aumentare la sicurezza materiale degli strati più ampi della popolazione e la loro istruzione. La motivazione sociale anima anche la prosa di Caban, che critica l'usura, l'alcolismo, il gioco d'azzardo e l'accumulo disonesto di proprietà, che porta alla perdita della moralità.
Nell'articolo Vôlačo o charakteristických vadách našeho ľudu a o jeho jediných proti nim prostriedkoch ("Sui difetti caratteristici del nostro popolo e sui loro unici rimedi"), descrive la psiche della povertà slovacca, la sua incoscienza, pigrizia, mancanza di rispetto per la patria. Qui, dalla realtà sociale, Caban auspica un miglioramento della situazione sociale attraverso un risveglio nazionale negli strati popolari, che porterà a una lotta consapevole per i diritti sociali e nazionali. Secondo Caban, una nazione può rivendicare i propri diritti solo se li conosce. E questo è possibile solo attraverso l'istruzione e con essa il miglioramento della condizione materiale.

## Contributo pedagogico

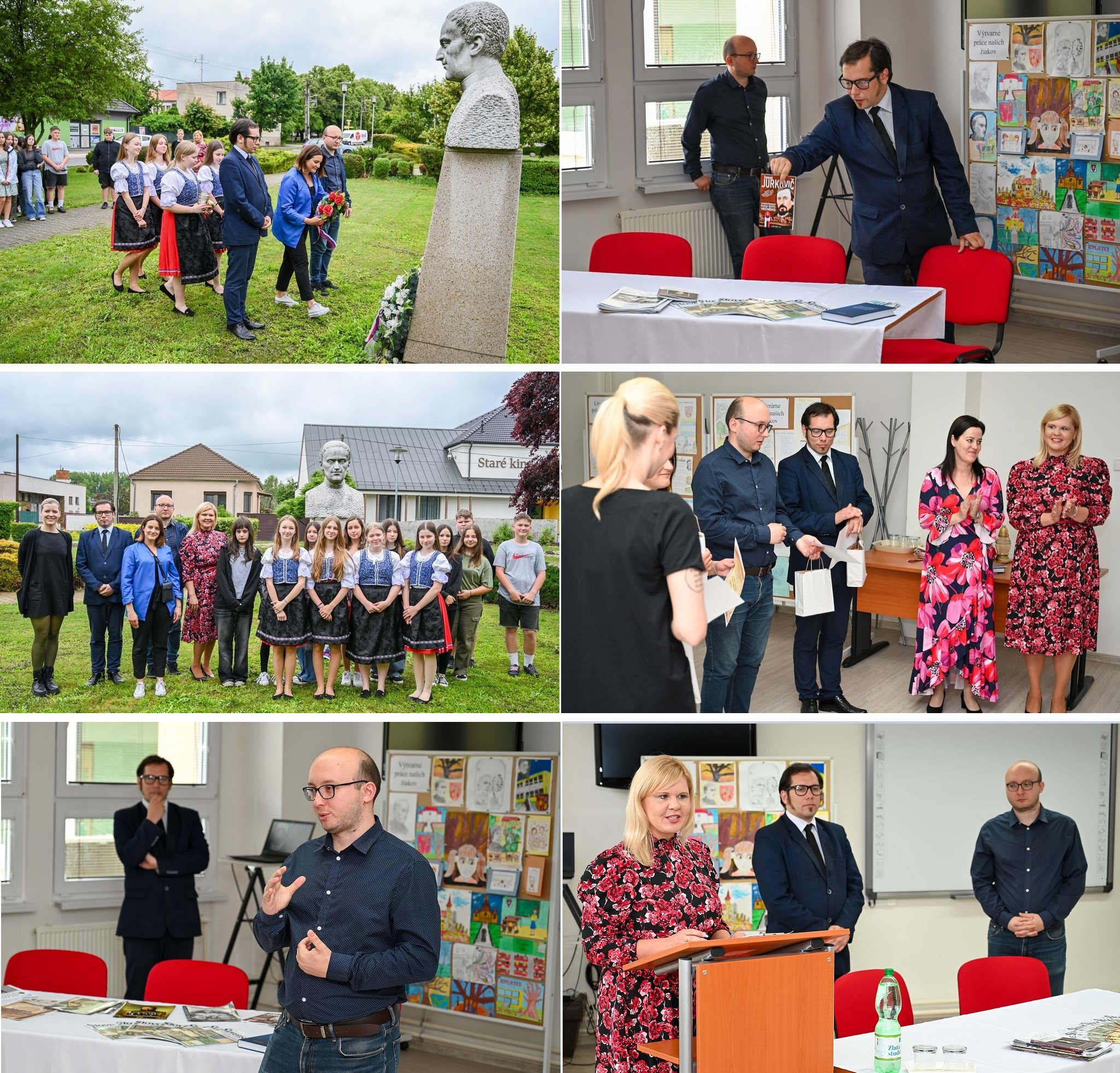
Commemorazione della Matica slovenská e della scuola elementare di Komjatice per il 210º anniversario di Ondrej Caban a Komjatice, maggio 2024; tenuto da Peter Schvantner e Lukáš Perný

Nell'associazione culturale Tatrín fu membro del consiglio direttivo e delle commissioni per la ricerca linguistica e per la pubblicazione dei libri di testo. Egli stesso fornì le scuole di Komjatice, di libri di testo, materiale scolastico, libri, sillabari; riparava da sé i libri di testo a pezzi, disegnava mappe, dava ai ragazzi quaderni, inchiostro, abbecedari. Riuscì a ottenere che tutti i bambini di Komjatice frequentassero le scuole. Incontrò il fondatore del primo consorzio alimentare Samuel Ormis, a cui diede denaro per fondare un'associazione per pubblicare libri scolastici a buon mercato. Sostenne l'importanza di studiare la storia della nazione. Si dedicò all'educazione popolare, fondò e organizzò centri di istruzione. Sostenne la necessità dell'istruzione universale e gratuita. Nel 1847 tradusse e pubblicò a Buda l'opera pedagogica Educator di István Majer, dove l'autore tratta esempi di insegnamento ed educazione; educazione del corpo ed educazione dello spirito. Anche la prosa di Caban (Prechádzka po slovenských počiatočných školách ("Una passeggiata nelle scuole elementari slovacche"), Raňajšia rozprávka dvoch súsedkýň ("Favola mattutina di due vicine") ebbe un intento pedagogico e registra lo stato dell'istruzione dell'epoca.

## Contributo teologico
Caban era impegnato nei campi dell'evangelizzazione, della catechesi, dell'amministrazione della parrocchia. Zelò il culto dei santi Cirillo e Metodio: divenne membro della Compagnia dei santi Cirillo e Metodio di Brno e in loro onore scrisse la poesia Divný závet čili testament, Púť do Nitry a čudné tam videnie). Fondò la Compagnia del Santo Rosario come segno di devozione mariana. Fu l'unico slovacco a essere membro della Compagnia di San Giovanni Nepomuceno di Praga. Fu attivo anche nella Società di Sant'Adalberto e prese parte con Andrej Radlinský alla stesura dei suoi statuti.. Alla stessa Società Caban donò 100 fiorini.

## Storiografia
Caban è autore di una storia della sua parrocchia intitolata Memorabilia Parochiae Komjáth sub Andrea Czaban ab anno Domini 1844.

## Attività patriottica
Caban partecipò a importanti adunanze nazionali. Era fra i seguaci di Anton Bernolák, ma in seguito si spese per avvicinare i seguaci di Bernolák e quelli di Ľudovít Štúr. Lui stesso, come cattolico, ma anche per la sua origine nella Slovacchia centrale), accettò la codificazione della lingua slovacca operata da Štúr, sulla base dei dialetti della Slovacchia centrale, e come portavoce dell'associazione Tatrín si batté per i diritti della nazione nel parlamento di Budapest.
Questo è uno dei motivi per cui la targa commemorativa dell'incontro tra i seguaci di Bernolák e di Štúr a Čachtice (Società letteraria Tatrín, 10 agosto 1947) è elencato al primo posto insieme a Jozef Miloslav Hurban, Ľudovít Štúr, Ján Kalinčiak, Michal Miloslav Hodža e Francisci. Fece parte della commissione, che doveva determinare definitivamente l'ortografia della lingua slovacca standard, e un membro della cosiddetta seconda commissione linguistica.
Caban aveva un forte senso sociale, ma nondimeno si schierò in difesa della monarchia, soprattutto come reazione alla magiarizzazione e alla protestantizzazione. Il 10 maggio 1848 parlò a Nitra in un'assemblea popolare contro la magiarizzazione. Si oppose a Lajos Kossuth e fu etichettato come panslavista. Come afferma la monografia Komjatíc: "Poco dopo, la comunicazione del suo arresto lo attendeva nella parrocchia di Komjatice, e František Kamanhazy fu incaricato di eseguirlo, ma fu presumibilmente lui stesso, tramite Vietoris, il parroco di Sobotište, ad informare Caban dell'imminente pericolo, consigliandogli di allontanarsi dalla canonica di Komjatice.. Nel settembre 1848 parlò nella chiesa dei francescani di Nové Zámky in difesa dello slovacco come lingua ufficiale di Nitra. Il 24 novembre fu convocato a Nitra, dove difese la sua innocenza davanti al governatore del comitato di Nyitra. Nel 1849 arrivarono a Komjatice le truppe imperiali e ungheresi. Caban fu costretto a fuggire dai gendarmi ungheresi il 20 aprile 1849. Dopo la rivoluzione, tornato a Komjatice, riprese la lotta per i diritti nazionali slovacchi e fu attivo nelle associazioni slovacche.
Caban divenne importante per il suo contributo sia per i cattolici sia per i protestanti. Dopo la morte, entrambe le parti riconobbero che si trattava di una grande perdita. I necrologi lo definirono "una stella di prima grandezza", "il figlio più fedele della Madre della Gloria" e "perla della nazione e ornamento del sacerdozio e della Chiesa".

## Contributo letterario e artistico
Scrisse numerosi articoli e poesie, che apparvero sui giornali slovacchi Priateľ školy a literatúry e Cyril a Metod.
Si dedicò anche alla prosa. Secondo Štefan Cifra si allineò alla prosa moralizzatrice di Andrej Radlinský, gli interessava soltanto il carattere morale della letteratura e che lottasse contro i vizi della società (l'usura, l'alcolismo, la snazionalizzazione). La sua prima grande opera in prosa fu Prechádzka po slovenských počiatočných školách ("Una passeggiata nelle scuole elementari slovacche"), che fu pubblicata su tre numeri del giornale Cyril a Metod e presenta un quadro realistico dell'istruzione nei paesi della Slovacchia, a cui appioppa nomi di fantasia che rispecchiano i loro difetti: Nedbalice, il paese dei negligenti, Starovce, il paese degli antiquati, Pokročice, il paese dei progrediti, Mrzutice, il paese dei capricciosi, Leňošice, il paese dei pigri, Velebnice, il paese dei magnifici. In un'altra opera, Jako sä úžernosť pomstieva ("Come si vendica l'usura") descrive un mendicante che giunge a una canonica e racconta le sue vicende di un padre usuraio e di che fine ha fatto tutto il patrimonio di famiglia. Nella terza opera Slovák! Varuj sä náruživého vkladania do lotérie ("Slovacco! Guardati dalla passione per la lotteria", racconta il destino dello scarpaio Imrich, che dopo la vincita alla lotteria ha perso il senso morale, ha disimparato a lavorare e si è abituato al lusso. Dopo che lo scarpaio Imrich ha dato fondo alle sue ricchezze, si è dato al furto e viene detenuto in prigione, dove commette suicidio.
In Dialóg I. a Dialóg II. (Dialogo I e Dialogo II), opuscoli umoristico-istruttivi, fa una parodia della magiarizzazione. Scrisse anche Raňajšia rozprávka dvoch súsedkýň ("Favola mattutina di due vicine"), Nápis na hrobníku Jána Gotzmana ("L'iscrizione sulla tomba di Ján Gotzman"), Parabola (pubblicato postumo). Ukážka z Cabanovho štýlu:
Raccolse poesie e leggende nel dialetto di Nitra, che Pavol Dobšinský pubblicò nel 1859 con il titolo Sbierka Cabanova.

## Omaggi

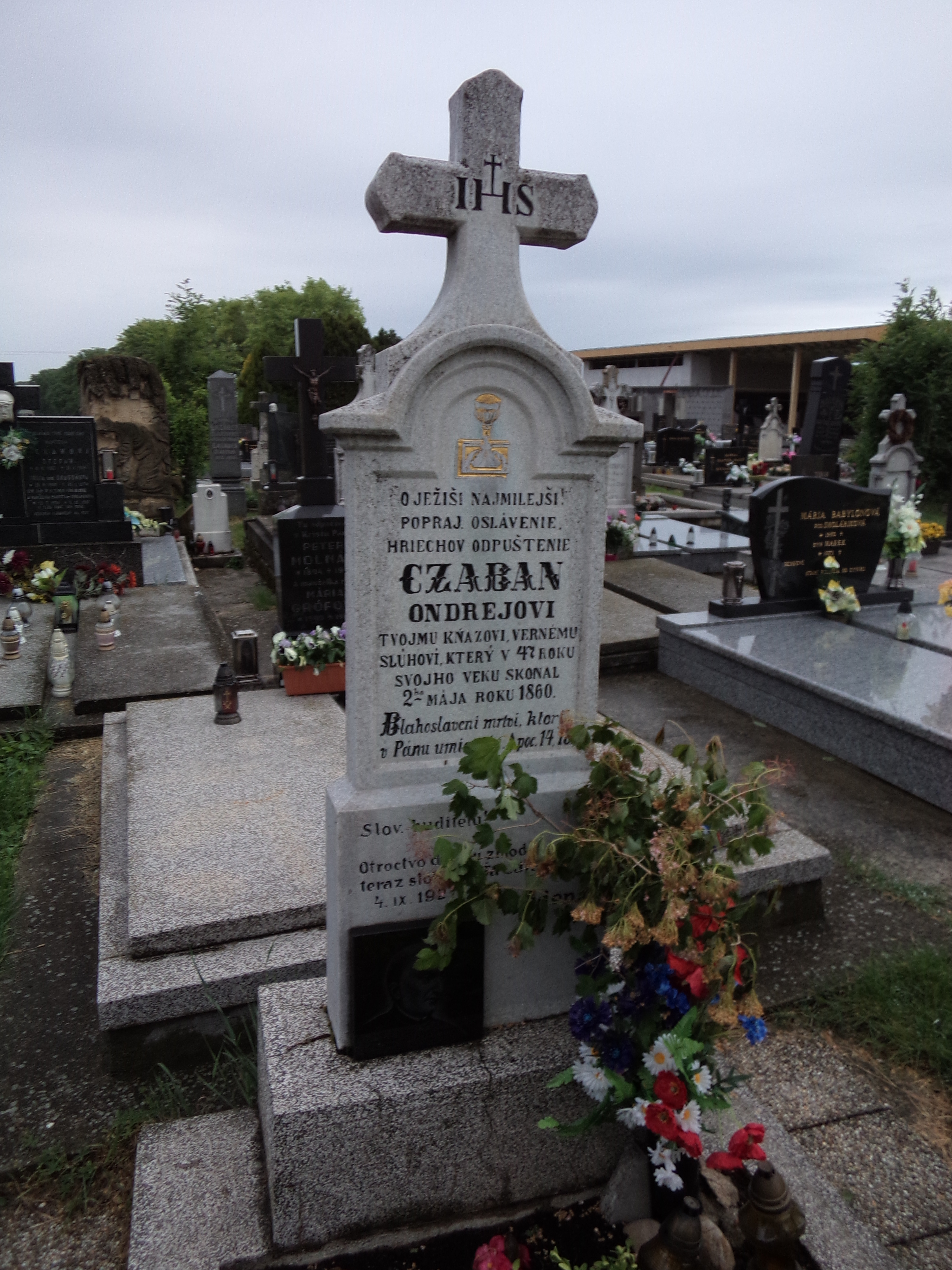
La tomba di Ondrej Caban al cimitero di Komjatice

Michal Miloslav Hodža nell'opera Der Slovak ha inserito Caban tra gli "slovacchi consapevoli". Viliam Pauliny-Tóth ha dedicato un ritratto biografico di Caban a Sokolov, dove ha incluso Caban tra i quattordici patrioti. La tomba di Caban fu restaurata il 4 dicembre 1927. Negli anni 1967-1970 gli fu intitolato un circolo di recitazione del villaggio di Komjatice.
Dal 1999 la scuola elementare di Komjatice prende il nome da Ondrej Caban, sulla piazza, anch'essa intitolata a Caban, e nella chiesa ci sono busti di Caban (presso la chiesa di Sant'Elisabetta e in piazza Ondrej Caban) e targhe commemorative (presso la canonica e nella casa n. 21 all'angolo della piazza). Nel villaggio di Selce c'è un monumento e una targa sulla casa natale di Ondrej Caban.
Nel villaggio di Komjatice, l'anniversario di Ondrej Caban viene commemorato ogni anno con una messa solenne alla quale partecipano i bambini della scuola elementare a lui intitolata.
Nel 1970 si tenne una cerimonia commemorativa in occasione del 110º anniversario della morte di Caban. In occasione del 200º anniversario della nascita di Caban, il villaggio di Komjatice ha organizzato un evento annuale. L'evento è stato accompagnato da una mostra di opere d'arte e letterarie di studenti e artisti, la presentazione di un nuovo libro e una mostra fotografica.